# Blue World Order
Il Blue World Order, spesso abbreviato con l'acronimo bWo, è stata una stable di wrestling attiva nella Extreme Championship Wrestling tra il 1996 e il 1998, formata da Big Stevie Cool, Da Blue Guy e Hollywood Nova.
Il trio si presentava come una parodia del New World Order, celebre stable della World Championship Wrestling, formata da "Hollywood" Hulk Hogan, Kevin Nash e Scott Hall tanto da riprenderne i nomi dei componenti in chiave ironica.
Il Blue World Order fece delle apparizioni anche nella World Wrestling Entertainment durante l'estate del 2005.

## Storia

### Extreme Championship Wrestling (1996–1998)

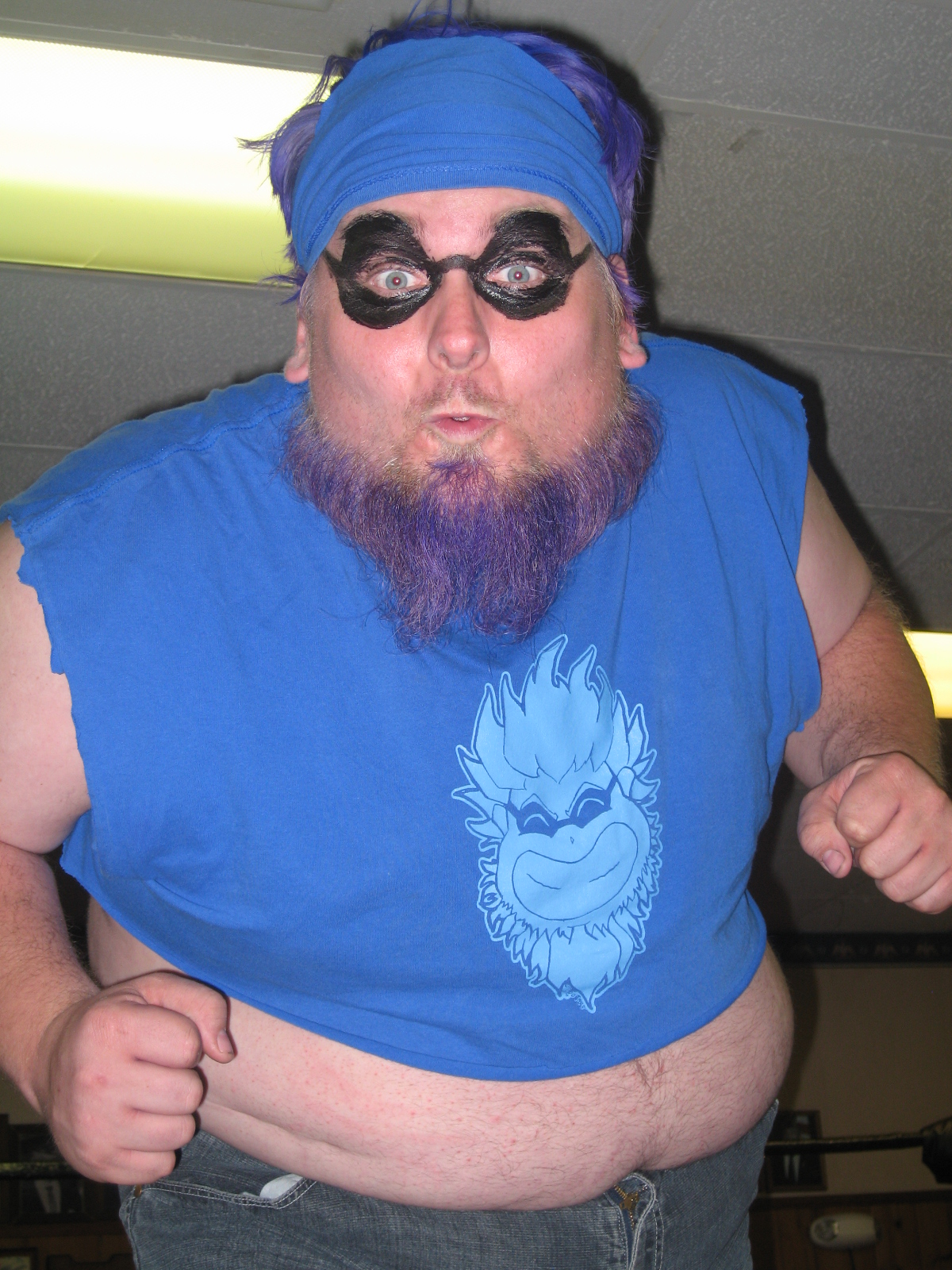
Da Blue Guy

Sin dal luglio 1996, Stevie Richards (Michael Manna) e The Blue Meanie (Brian Heffron) effettuavano parodie di vari wrestler della World Wrestling Federation e della World Championship Wrestling. All'inizio del 1996 Raven stava formando una stable chiamata Raven's Nest e stava reclutando nuovi membri. Egli chiamò Stevie e Meanie insieme al lottatore indipendente proveniente dal New Jersey, Nova (Mike Bucci). Questi tre spesso si recavano sul ring insieme prima dell'entrata di Raven, imitando gruppi rock o icone pop, come The Jackson 5 e KISS, ricevendo grandi ovazioni dai fan ECW. Nel backstage dopo un evento, Bubba Ray Dudley disse loro che erano dei grandi e che sarebbe stato magnifico se avessero fatto una parodia dell'nWo. Dopo aver chiarito le cose con Paul Heyman e Raven, fu quindi deciso che avrebbero presentato il "bWo" al prossimo show importante, November to Remember '96. Nel corso dei mesi successivi, si aggiunsero vari membri temporanei alla stable come nel gruppo che stavano imitando. Inizialmente pensato per essere una parodia una tantum, il Blue World Order divenne molto popolare ed elevò Richards al livello di stella di prima grandezza in ECW.

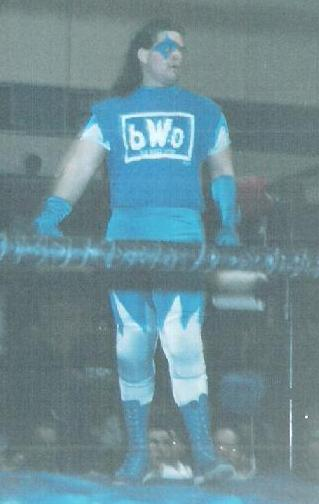
Hollywood Nova

Il picco del successo del bWo si ebbe in occasione del pay per view ECW Barely Legal. L'evento vide il debutto del bWo Japan (con membri Taka Michinoku, Terry Boy e Dick Togo), e Big Stevie Cool fu parte del 3-Way Dance mach del main event per determinare il primo sfidante al titolo ECW Championship. Solo poche settimane dopo, Richards si infortunò seriamente al collo per colpa di Terry Funk, restando temporaneamente paralizzato per oltre un'ora. Nel luglio 1997 Nova ebbe un match con Taz (che aveva dichiarato di voler "uccidere" il bWo). Egli annientò Nova, e sebbene Meanie e Nova continuarono a combattere in coppia per qualche mese, il bWo si poté dire "morto" nel novembre 1998.

### World Wrestling Entertainment (2005)
Il bWo si riunì nel 2005 in occasione dell'evento ECW One Night Stand prodotto dalla WWE, salendo sul ring prima dell'incontro Dudley Boyz vs Tommy Dreamer e The Sandman.
Il 7 luglio 2005 a SmackDown!, il bWo si riunì nuovamente, questa volta per confrontarsi con JBL. Durante la rissa finale del gruppo alla fine di ECW One Night Stand, JBL aggredì The Blue Meanie dopo che questi lo aveva chiamato "bullo del backstage". L'aggressione di JBL causò a Meanie la riapertura di alcuni punti e il sanguinamento. JBL prese quindi in giro il bWo e chiamò Blue Meanie una "piccola puttanella grassa". Questo portò a un no-disqualification match tra i due. Durante il match Richards colpì con una sedia JBL facendolo sanguinare. The Blue Meanie vinse il match dopo aver colpito l'avversario con la sua mossa finale, The Meaniesault, e Batista salì sul ring e colpì con una spinebuster JBL.
In seguito, il bWo sfidò i Mexicools a un match da disputarsi al PPV The Great American Bash. I tre membri apparvero a WWE Velocity lottando in un six-man tag match contro tre jobber per prepararsi all'incontro. Tuttavia, a The Great American Bash il bWo fu sconfitto. Successivamente, il bWo sparì lentamente dalle scene. Stevie Richards tornò alla sua vecchia gimmick, come pure Hollywood Nova, mentre Blue Meanie non fu mai ufficialmente sotto contratto con la WWE.

### Riunioni sporadiche (2008–2010, 2015, 2017)

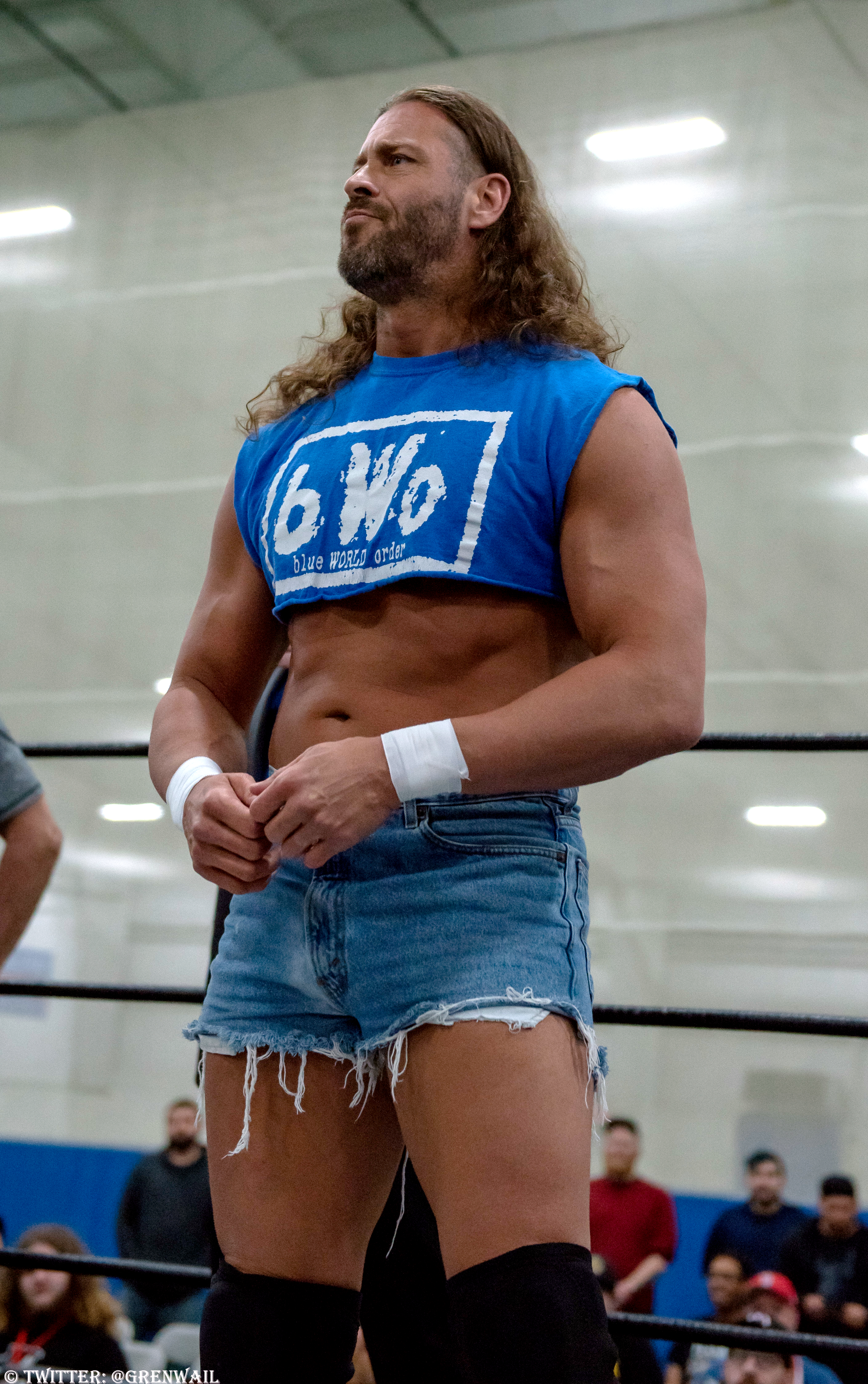
Big Stevie Cool nel 2019

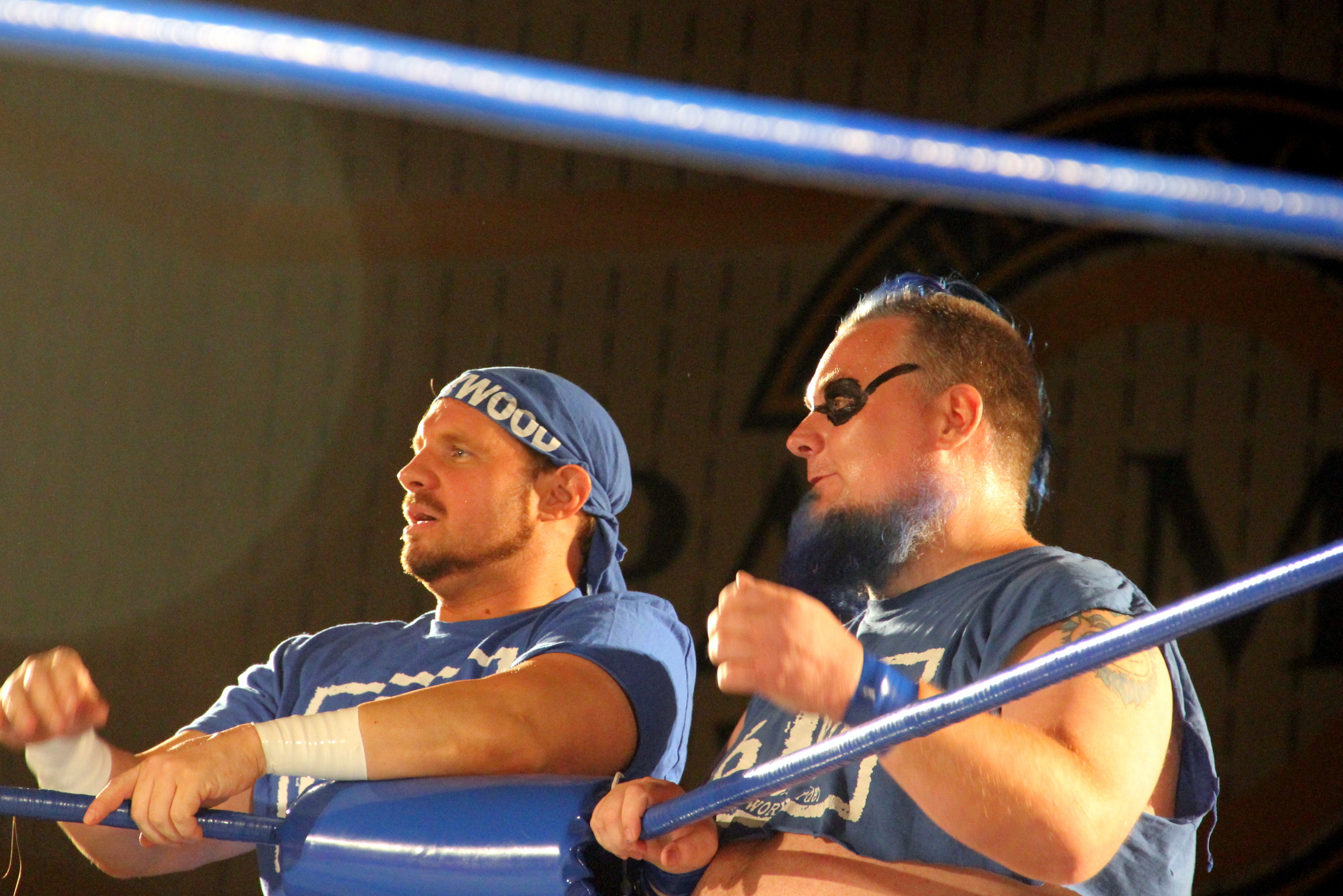
Da Blue Guy (destra) con Hollywood Nova all'evento King of Trios della Chikara nel 2015

Ci furono varie reunion del bWo nel corso degli anni. Quando Richards andò nella TNA, Bucci e Heffron presero parte a un paio di show.
Il 18 aprile 2009 Nova e Blue Meanie sfidarono senza successo i Project Ego (Kris Travis & Martin Kirby) per i titoli di coppia della federazione britannica One Pro Wrestling. Questo fu il primo match di Bucci in quasi 3 anni.
Il 27 giugno 2009 apparvero insieme a molti altri talenti ECW allo show di beneficenza Legends of The Arena. Il bWo sconfisse Little Guido & Big Sal, The Full Blooded Italians.
Il 12 dicembre 2009, Nova e Meanie presero parte allo show Full Circle della International Wrestling Cartel. Insieme a Shane Douglas sconfissero Frank Stalletto, Lord Zoltan & Lou Marconi.
L'8 agosto 2010 si riunirono all'evento pay-per-view della TNA Hardcore Justice. Heffron non poté partecipare allo show per motivi personali; e fu sostituito da Big Tilly. Steve Richards, accompagnato da Nova e Tilly, sconfisse Peter Polaco e più tardi quella sera stessa Tilly e Nova aggredirono Tommy Dreamer durante il suo match con Raven.
Il 29 giugno 2015 la Chikara annunciò che Big Stevie Cool, Da Blue Guy e Hollywood Nova si sarebbero riuniti come Blue World Order in occasione del torneo 2015 King of Trios. Furono eliminati dal torneo al primo round dalla Devastation Corporation (Blaster McMassive, Flex Rumblecrunch & Max Smashmaster).
Il 30 marzo 2017 il bWo effettuò un'apparizione a sorpresa a WrestleCon in un six-man tag team match, sconfiggendo Kevin Matthews, Mario Bokara & Pat Buck.

## Membri

### Principali
- Big Stevie Cool - parodia di "Big Daddy Cool" Kevin Nash
- Da Blue Guy - parodia di "The Bad Guy" Scott Hall
- Hollywood Nova - parodia di "Hollywood" Hulk Hogan

### Membri aggiuntivi
- Thomas "The Inchworm" Rodman: parodia di "The Worm" Dennis Rodman (interpretato da Thomas Harris)
- 7-11 (conosciuto anche come 3 ½): parodia di Syxx (interpretato da Rob Feinstein)
- Stink: parodia di Sting (interpretato da Corporal Punishment)
- Chastity: valletta del bWo
- Lori Fullington: valletta del bWo
- bWo Japan: parodia del nWo Japan (composto da Taka Michinoku, Terry Boy e Dick Togo)

## Titoli e riconoscimenti
- Freedom Pro Wrestling
  - FPW Tag Team Championship (1) - Stevie Richards & The Blue Meanie[9]
- Pro Wrestling eXpress
  - PWX Tag Team Championship (1) - Stevie Richards & The Blue Meanie[10]